# Martina Camiade Boyer
Martina Camiade Boyer (Millars, Catalunya del Nord, 20 de febrer de 1951) és una investigadora i professora universitària nord-catalana, i alhora antigament andorrana (fins al 2017-2018), especialitzada en temàtica transfronterera catalana.
Doctora i catedràtica en estudis catalans a la Universitat de Perpinyà, ha dirigit l'Institut Franco-Català Transfronterer (IFCT) i l'Institut Catalan de Recherche en Sciences Sociales ICRECS. També va ser membre del Consell Nacional de les Universitats (CNU) a París, i ha estat experta assessorant l'Agence Nationale de la Recherche (ANR), un organisme estatal d'avaluació de la recerca.
Com a resultat de la seva trajectòria a l'àmbit catalanista, Camiade rebé al març de 2020 la Creu de Sant Jordi, guardó al qual renuncià però set dies després, per motius personals; la seva designació va provocar polèmica a Andorra deguda a la seva condemna judicial del 1995 per apropiació indeguda.
L'any 2016 s'incorpora a la Secció de Filosofia i Ciències Socials com a membre corresponent de l'Institut d'Estudis Catalans.

## Biografia
Des de l'inici dels anys 2000 s'ha especialitzat en els temes transfronterers catalans. En l'última dècada ha impulsat o dirigit diversos projectes europeus, d'àmbit català o multiestatals, però en els quals sempre eren presents Catalunya i Catalunya del Nord. En el marc de la Xarxa Vives d'Universitats, on representava l'UPVD a la comissió permanent, ha impulsat el projecte de PRES transfronterer entre la Universitat de Girona, la Universitat de Lleida, la Universitat de Perpinyà i la Universitat de les Illes Balears.
Per altra banda, també ha participat activament com a periodista en la difusió del català des del 1985 al 2008, i com a productora i realitzadora de la cadena de televisió France 3, on va fer més de 450 programes monogràfics o emissions en català dins la sèrie Viure al país. Anteriorment, durant els anys vuitanta, com a assessora pedagògica del Govern d'Andorra, va ser una de les persones que van participar en la creació de l'Escola Andorrana i la política d'andorranització dels ensenyaments francès i espanyol al Coprincipat, fomentant la creació de material pedagògic i participant en la seva realització. Ha participat força en la vida social i cultural nord-catalana dins l'associació Albera Viva, que és agermanada amb l'associació Cap de Creus. Col·labora amb el Consell Comarcal de l'Alt Empordà, i presideix el Consorci dels Estudis Catalans, una associació que reagrupa les persones i les entitats albergades a la Casa dels Països Catalans de Perpinyà. Des del 2016 és delegada del president de l'IEC a Perpinyà.
Entre les seves publicacions destaquen obres com La casa en la comunitat andorrana del segle xvii al segle XIX (2001) i L'Albera: un territori entre paisatge i límit al llarg dels temps (2006). A més de les seves publicacions, ha ajudat la difusió científica creant i impulsant la revista electrònica Recerc i la col·lecció «Obres de Referència», on es publiquen tesis, recerques, memòries de màster.
Condemndada per un delicte d'apropiació indeguda, se va a marxar d'Andorra el 1995. Finalment va a renuncià el 29 de desembre del 2017, mitjançant una carta, a la nacionalitat andorrana, renúncia que es feu efectiva el 10 de gener de 2018.
El març del 2020 el Govern de la Generalitat de Catalunya li concedí la Creu de Sant Jordi, pel seu treball fructífer i innovador en temàtiques transfrontereres, pel qual ha esdevingut una especialista reconeguda. Camiade va renunciar a aquella distinció uns quants dies després arran de la reacció que suscità el guardó a Andorra.